# Rezerwat Dżugdżurski
Rezerwat Dżugdżurski (ros. Государственный природный заповедник «Джугджурский») – ścisły rezerwat przyrody (zapowiednik) w Rosji położony w rejonie ajano-majskim w Kraju Chabarowskim. Jego powierzchnia wynosi 8599,56 km² (w tym obszar morski 537 km²), a strefa ochronna 2525 km². Rezerwat został utworzony dekretem rządu Rosyjskiej Federacyjnej Socjalistycznej Republiki Radzieckiej z dnia 9 października 1990 roku. Siedziba dyrekcji mieści się w miejscowości Ajan.

## Opis
Rezerwat znajduje się na wybrzeżu Morza Ochockiego. Składa się z trzech części: 
- część główna (6835,12 km², w tym obszar morski 200 km²) – obejmuje północny, środkowy fragment głównego pasma łańcucha górskiego Dżugdżur (wysokość od 1400 do 1800 m n.p.m.). Najwyższym szczytem jest Topko (1906 m n.p.m.). Na wschodzie rezerwat dochodzi do Morza Ochockiego, gdzie góry stromo opadają do morza tworząc klify,
- część przybrzeżna (1747,44 km², w tym obszar morski 320 km²) – znajduje się na południe od części głównej i obejmuje fragment wybrzeża oraz część Pasma Nadbrzeżnego (jedno z pasm łańcucha Dżugdżur o wysokości od 600 do 800 m n.p.m.). Tu również góry stromo opadają do morza tworząc klify,
- Malminskije ostrowa (17 km²) – grupa niewielkich, skalistych wysepek na Morzu Ochockim położona między częścią główną i częścią przybrzeżną[5][6][7][8][9].

Klimat na wybrzeżu (na wschód od głównego grzbietu Dżugdżur) jest monsunowy (od - 20 do +20 °C), w głębi lądu (na zachód od głównego grzbietu Dżugdżur) kontynentalny (od -40 do +30 °C).

## Flora
W lasach na wybrzeżu dominuje modrzew dahurski i świerk ajański, w głębi lądu – modrzew syberyjski i świerk syberyjski. W dolinach rzecznych rosną topole, modrzewie oraz świerki. Wysoko na zboczach gór rośnie sosna karłowa i olsza z gatunku Alnus kamtschatica. Jeszcze wyżej występuje tundra górska.

## Fauna
Rezerwat jest domem dla 166 gatunków ptaków. Są to m.in.: bielik, sokół wędrowny, rybołów, puchacz japoński, bekas górski, borowiak syberyjski, morzyk kamczacki, perkoz rogaty, biegus ostrosterny, Synthliboramphus.
Ssaki reprezentowane są przez 42 gatunki. Są wśród nich gatunki rzadkie takie jak: owca śnieżna, piżmowiec syberyjski, wydra europejska, jak i gatunki powszechnie występujące w rezerwacie, m.in.: niedźwiedź brunatny, soból tajgowy, lis rudy, łasica syberyjska, gronostaj europejski, zając bielak, łoś euroazjatycki. 
W przybrzeżnej części Morza Ochockiego znajduje się wiele płetwonogich. Są to m.in.: nerpa obrączkowana, foka plamista, fokowąs brodaty. 
W rzekach wpadających do Morza Ochockiego w okresie tarła pojawiają się keta, gorbusza i kiżucz. 